# Belgien i olympiska vinterspelen 1924
Belgien deltog i olympiska vinterspelen 1924. Belgiens trupp bestod av arton idrottare varav alla utom en var män. Den äldsta idrottaren i Belgiens trupp var Marcel Moens (31 år, 360 dagar) och den yngsta var Freddy Mésot  (18 år, 249 dagar).

## Medaljer

### Brons
- Bob
  - Fyra/fem-manna: Charles Mulder, René Mortiaux, Paul van den Broeck, Victor Verschueren & Henri Willems

## Övriga resultat

### Bob
- Fyra/fem-manna
  -     - Charles Mulder, René Mortiaux, Paul van den Broeck, Victor Verschueren & Henri Willems - 3

### Konståkning
- Herrar
  - Freddy Mésot - 9
- Par
  - Georgette Herbos och Georges Wagemans - 5

### Ishockey
- Herrar
  - Victor Verschueren, Paul van den Broeck, Henri Louette, Ferdinand Rudolph, François Franck, André Poplimont, Gaston Van Volxem, Philippe Van Volckxsom, Carlos van den Driessche och Louis De Ridder - 8

Gruppspel
|                | SM | V | F | GM | IM |
| -------------- | -- | - | - | -- | -- |
| USA            | 3  | 3 | 0 | 52 | 0  |
| Storbritannien | 3  | 2 | 1 | 34 | 16 |
| Frankrike      | 3  | 1 | 2 | 9  | 42 |
| Belgien        | 3  | 0 | 3 | 8  | 35 |

28 januari 1924
| USA | 19 - 0 (9-0,6-0,4-0) | Belgien |

30 januari 1924
| Storbritannien | 19 - 3 (8-1,6-1,5-1) | Belgien |

31 januari 1924
| Frankrike | 7 - 5 (3-3,3-1,1-1) | Belgien |

### Skridsko
- 500 m herrar
  - Louis De Ridder - 19
  - Gaston Van Hazebroeck - 22
  - Philippe Van Volckxsom - 23T
  - Marcel Moens - 26

- 1 500 m herrar
  - Gaston Van Hazebroeck - 17
  - Louis De Ridder - 19
  - Philippe Van Volckxsom - 20
  - Marcel Moens - 21

- 5 000 m herrar
  - Gaston Van Hazebroeck - 17
  - Marcel Moens - 21

- Allround
  - Gaston Van Hazebroeck - ?
  - Louis De Ridder - ?
  - Philippe Van Volckxsom - ?